# Enrique Orce Mármol
Enrique Orce Mármol (Sevilla, 12 de octubre de 1885- Sevilla, 25 de julio de 1952) ceramista, pintor y profesor de dibujo sevillano de la primera mitad del siglo XX cuya obra abarca desde cerámica publicitaria a cerámicas con motivos religiosos.

## Biografía
Nace en Sevilla el 12 de octubre de 1885, siendo su padre originario del Puerto de Santa María y su madre de La Puebla de Cazalla.
Acude desde los doce años a la Escuela de Artes y Oficios, teniendo por profesores a Gonzalo de Bilbao, Virgilio Mattoni, José Gestoso y José Tova Villalba, donde permanece desde 1897 a 1909. 
En 1914 casa, en primeras nupcias, con Santos González Campos, de cuyo matrimonio nacieron cinco hijos: Enrique, Alfonso, Antonio, Rafael y Mercedes Orce González. El hermano de Dña. Santos era fraile capuchino, el padre Ángel de Cañete, y por este motivo una buena parte de sus obras fueron destinadas a los conventos andaluces de dicha orden. Dicha vinculación ha sido mantenida por un nieto suyo, el también ceramista Alfonso Carlos Orce Villar, hijo de Alfonso Orce González.
En 1916 consigue por oposición la plaza de profesor auxiliar de dibujo en el Instituto Provincial de Segunda Enseñanza San Isidoro de Sevilla. También ejerció la docencia en el Colegio Jesús del Gran Poder. En estos años se traslada con su familia a Talavera de la Reina en unión de Alfonso Santos, y junto con Ruiz de Luna funda la fábrica Nuestra Señora del Pilar, que tuvo una vida efímera.
En 1917 entra a trabajar en la Fábrica de Manuel Ramos Rejano, donde ocuparía el cargo de director artístico, realizando notables obras. Allí permanece hasta 1923, que se traslada a la Fábrica de su antiguo maestro, José Tova Villalba, al morir éste y ser regentada por su viuda. Allí desarrolló su trabajo hasta la extinción de la industria en la posguerra, estableciendo su taller en los años cuarenta en la calle Juan Cotarelo.
Enrique Orce casó en segundas nupcias con Eloísa Guerrero, y tuvo con ella otros cinco hijos: Fernando (que sería ceramista), Carmen, Eloísa, Pablo y Encarnación. Murió en su casa de la calle Juan Cotarelo,11, actual Condes de Bustillo, el 25 de julio de 1952.

## Obra

### Obra como publicista
Su obra más conocida como publicista es el anuncio del coche americano Studebaker, fechado en 1924 y situado en la calle Tetuán, en la pared del establecimiento que ocupa el n.º 9. También cabe destacar el anuncio de la Negrita de la esquina de San Jacinto con la actual Condes de Bustillo.

### Obra pública
El ayuntamiento le encargó diversos proyectos relacionados con la exposición Iberoamericana. Cabe destacar que le encargaron la creación de los azulejos de la glorieta en homenaje a Benito Más y Prat (1924) y los azulejos del teatro Coliseo (1931) en la actual avenida de la constitución. En 1941 se encargó de realizar una magnífica cerámica con la imagen de San Isidoro que pintó Murillo, la cual donó al instituto donde trabajó como profesor auxiliar de dibujo.

### Obra religiosa
- Retablo mayor para el presbiterio de la Parroquia de Nuestra Señora de las Virtudes de La Puebla de Cazalla, en barro cocido esmaltado y policromado, firmándose el 13 de marzo de 1943. Siendo éste uno de los mayores retablos cerámicos que existen. 
- Los azulejos dedicados a la Divina Pastora, ubicados en el convento capuchino de Santa Justa y Rufina (comunidad religiosa con la que estuvo muy vinculado) y el magnífico azulejo de la Soledad de San Buenaventura, en la iglesia del mismo nombre.
- Otra de sus obras conocidas son San Antonio de Padua de la Parroquia de San Juan Bautista de La Palma del Condado, fechado en 1946, y otra de gran devoción en el barrio sevillano de Triana, la imagen de María Auxiliadora que preside el altar mayor de la Parroquia San Juan Bosco.
Decidido el modelo iconográfico de una Mª Auxliadora sedente, visitaron al donante y se completaron los detalles del precio, que el escultor fijó inicialmente en 14.000 pesetas. Con las referencias iconográficas de la Virgen de los Reyes, del cuadro del altar de San Juan Bosco, en la Basílica de Turín y sumando la influencia del cuadro "La Coronación de la Virgen" de Velázquez, el modelo quedó definido.
- Para la parroquia de Ntra. Sra. de la Granada de Moguer realizaría un buen número de obras tras el asalto sufrido en la guerra civil, gracias a su amistad con el párroco de la localidad. Pueden citarse, junto a la titular del templo, la Virgen de la Granada, a la Virgen de Belén, San José con el Niño, la Virgen del Carmen o el Cristo de la Vera Cruz.